# Yang Peiyi
Yang Peiyi (en chino: 杨 沛宜, pinyin: Yáng Pèiyí, nacida en 2001 en Pekín), es una cantante china. Interpretó la canción "Oda a la Patria", detrás del escenario, en la ceremonia de inauguración de los Juegos Olímpicos de Pekín 2008 el 8 de agosto.
Yang es también una estudiante escolar donde cursa sus estudios en una escuela primaria asociada con la Universidad de Pekín. Su maestra describió a la joven en su blog como una alumna superdotada en la escuela. "No le gusta presumir. Es fácil de llevar. Es linda y de buen comportamiento, con un amor por la Ópera de Pekín." 
En la Ceremonia de Apertura de los Juegos Olímpicos de Pekín 2008, con apenas 9 años de edad, Lin Miaoke fue vista realizando Oda a la Patria mientras los oyentes admiraban la voz de Yang Peiyi. La gran mayoría de quienes vieron la transmisión no sabía de la función de Yang Peiyi,  hasta varios días más tarde, cuando el director musical Chen Qigang reconoció el lanzamiento de su álbum., lanzado en septiembre de 2009.
Al mes siguiente, Yang interpretó un popurrí de dos canciones (una de ellas fue hecha a medida para el poema "Mirando el cielo estrellado", escrita por el entonces primer ministro Wen Jiabao) en el Salón Cultural de la celebración del 60 Aniversario de la Fundación de la República Popular de China (香港 同胞 庆祝 中华人民共和国 成立 六十 周年 文艺 晚会), junto a Jacky Cheung, Yao Jue y León Ko.